# Lixouri
Lixouri (gr. Δήμος Ληξουρίου) je řecké obec, komunita a sídlo (město) v regionální jednotce Kefalonia v kraji Jónské ostrovy. Ve městě v roce 2011 žilo 3 752 obyvatel, v komunitě pak 4 301 a v obci pak 7 098.

## Členění obce

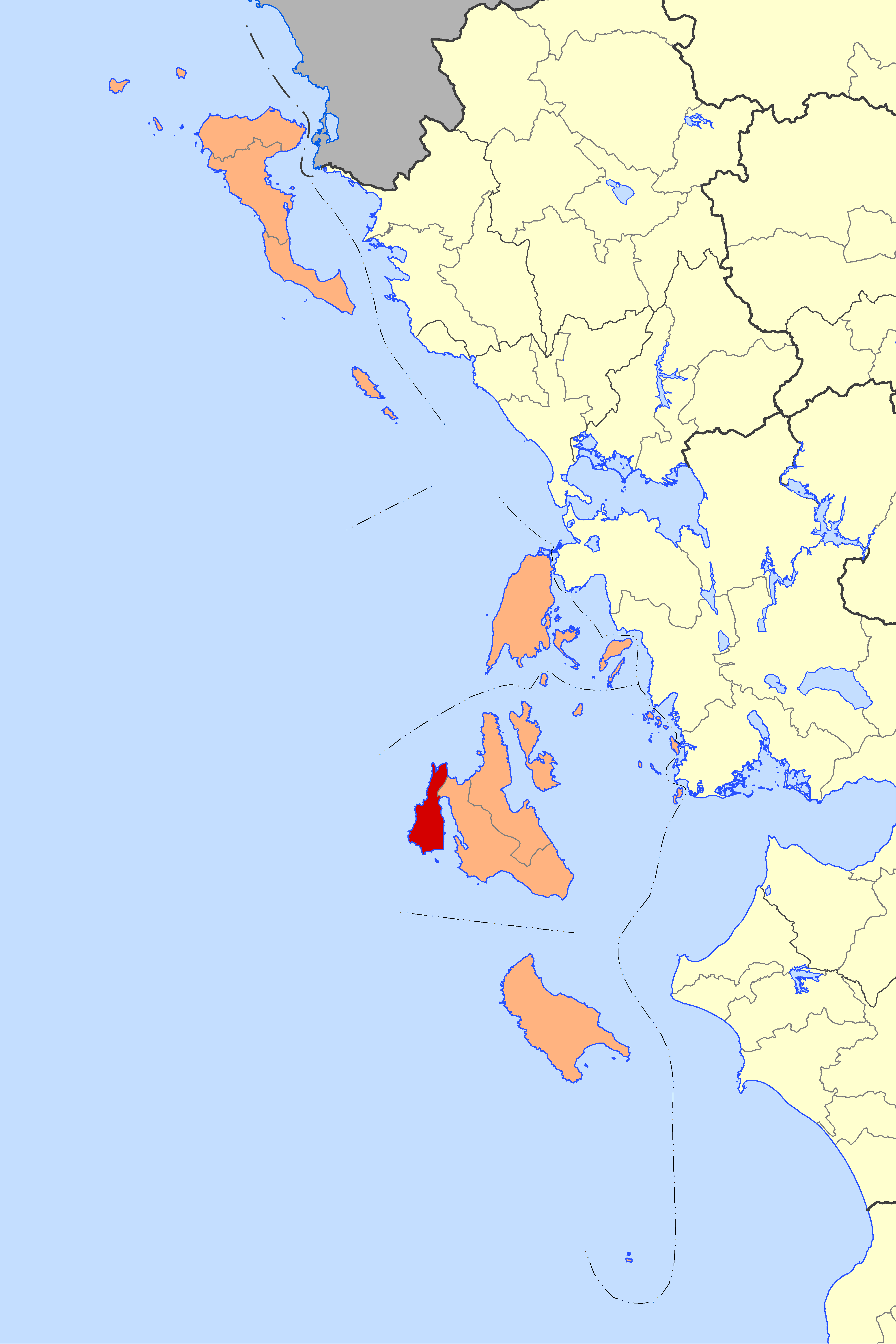
obec Lixouri

Obec Lixouri od roku 2019 zahrnuje 1 obecní jednotku.
- Obecní jednotka Paliki (7 098) – komunity: Lixouri (4301), Agia Thekli (235), Atheras (129), Chavdata (379), Chavriata (220), Damoulianata (135), Favatata (130), Kaminarata (219), Katogi (377), Kontogenada (92), Kouvalata (227), Monopolata (117), Rifi (62), Soullaroi (335), Skineas (140).

Komunita Lixouri zahrnuje sídla Lixouri (3 752), Ágios Vasíleios (197), Ágios Dimítrios (136), Lépeda (14), Longós (64), Loukeráta (77) a Michalitsáta (61).
Součástí komunity Katogi je neobydlený ostrov Vardiánoi.